# Berthold Wolff

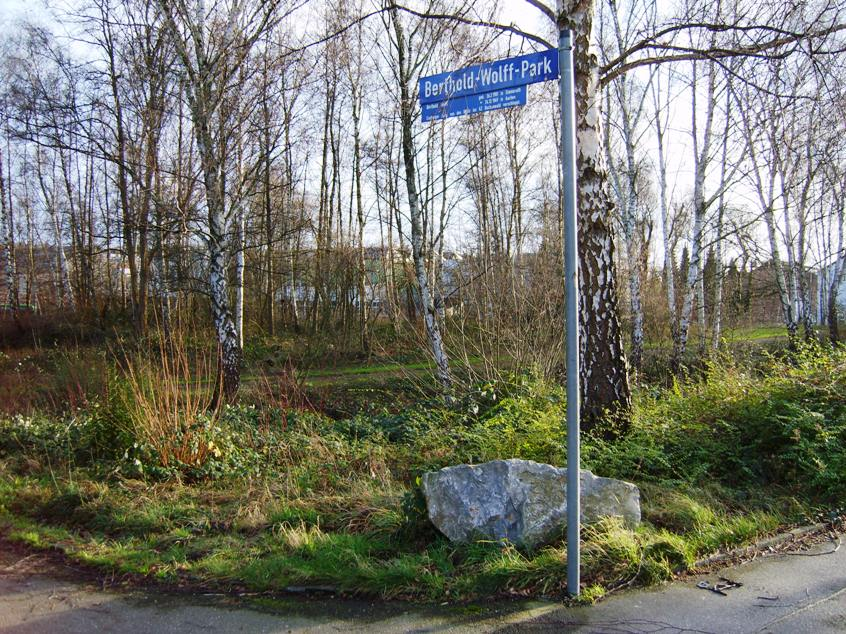
Berthold-Wolff-Park

Berthold Wolff (* 26. Februar 1901 in Stolberg (Rheinland); † 24. Dezember 1949 in Aachen) war ein Textilhändler jüdischen Glaubens, der lange Zeit in Stolberg geschäftlich und karitativ tätig war.
Berthold Wolff, Abiturient des Goethe-Gymnasium in Stolberg, betrieb ein erfolgreiches Textilgeschäft im Steinweg. Wegen seines sozialen Engagements war er sehr beliebt. So kleidete er alljährlich ein armes Mädchen und einen armen Jungen für die Kommunion ein. In der Weltwirtschaftskrise ließ er Kartoffeln an die notleidende Bevölkerung in Pfundpackungen verteilen. Arbeitslosen und mittellosen Familien räumte er Teilratenzahlungen ein.
Wolffs Lebensweg ist insofern exemplarisch für das Schicksal der kleinen jüdischen Gemeinde in Stolberg in der ersten Hälfte des 20. Jahrhunderts, als sie trotz weitreichender Assimilation durch die Verfolgung in der Zeit des Nationalsozialismus zu bestehen aufhörte. Der Versuch der SA, den reichsweiten Judenboykott am 1. April 1933 auch vor Wolffs Laden durchzusetzen, verletzte ihn tief. Wegen der zunehmenden Verfolgung durch die Nationalsozialisten verließ er Stolberg noch rechtzeitig vor der Reichspogromnacht Anfang 1938, nachdem er sein Textilgeschäft weit unter Wert verkaufen musste. Er wurde ins KZ Buchenwald verschleppt. Später gelangte er nach Belgien, wo er den Krieg überlebte. Wolff starb in Aachen und ist auf dem jüdischen Friedhof „Trockener Weiher“ in Stolberg bestattet.
Wolffs Popularität hat dazu beigetragen, dass das Schicksal der jüdischen Gemeinde in Stolberg seit der zweiten Hälfte der 1980er Jahre zunehmend ins öffentliche Bewusstsein trat. Heute ist nach ihm eine Grünanlage an der Rhenaniastraße als Berthold-Wolff-Park benannt. Hier hatte im November 1941 die Gestapo auf dem Gelände der Chemische Fabrik Rhenania, wo zuvor die Atscher Mühle betrieben wurde, ein Lager für 121 jüdische Zwangsarbeiter errichtet, die bis Juni 1942 in den benachbarten Fabriken 12 Stunden pro Tag Zwangsarbeit verrichten mussten und Schikanen der deutschen ortsansässigen Mitarbeiter, die auch als Aufseher tätig waren, ausgesetzt waren. Die Täter sind für ihre Verbrechen weder angeklagt noch verurteilt worden.